# Jimmy Dludlu
Jimmy Dludlu (Maputo, 1957) é um músico, guitarrista e compositor moçambicano de jazz. 
Aos 13 anos, começou a aprender guitarra, imitando música africana e jazz que ouvia na rádio. Em 1997, lançou o seu primeiro álbum intitulado Echoes from the Past. O estilo musical de Dludlu incorpora vários elementos tradicionais e modernos, e influências de artistas jazz como Wes Montgomery, George Benson e Pat Metheny, assim como de músicos africanos como Miriam Makeba, Letta Mbulu, Hugh Masekela, Themba Mokwena e Allen Kwela, entre outros.

## Biografia
Jimmy Dludlu nasceu em Maputo em 1957. Nos anos 80, emigrou para a África do Sul, onde, por mais de 30 anos, residiu e atingiu estrelato na sua carreira musical. 
Em 2014, à convite do governo moçambicano, volta para Moçambique, para leccionar na Escola de Comunicação e Artes da Universidade Eduardo Mondlane e no Instituto Superior de Artes e Cultura (ISArC).

## Carreira
Em meados dos anos 80, já na África do Sul, Jimmy Dludlu iniciou sua carreira musical, tendo trabalhado com cantores como o Trevor Hall da Jamaica, Kalahari e Satari do Botswana, assim como o saxofonista ganês, George Lee. Como membro do grupo Loading Zone, participou em várias digressões pelo continente africano, acompanhando artistas como Hugh Masekela, Miriam Makeba, Brenda Fassie, Sello Chicco Twala e Sipho Mabuse. Durante este período, participou na gravação do álbum Eyes on Tomorrow de Miriam Makeba.
Em 1996, depois de dois espetáculos altamente aclamados no Arts Alive Festival em Joanesburgo, assinou um contrato com a editora PolyGram. Em setembro de 1997, lançou o seu primeiro álbum Echoes from the Past. No ano seguinte, na quarta edição dos South African Music Awards (SAMAs), Jimmy Dludlu venceu na categoria revelação. 
Em 1999, lançou o seu segundo trabalho discográfico intitulado Essence of Rhythm. Em março de 2000, na sexta edição dos SAMAs, Jimmy Dludlu venceu o prémio de melhor artista masculino; o álbum Essence of Rhythm foi considerado o melhor álbum de jazz contemporâneo. 
A discografia de Jimmy Dludlu inclui os álbuns Afrocentric (2002), Corners of my Soul (2006), Portrait (2007), In The Groove (2016) e History in a Frame (2021).

## Prémios
Em 1998, Jimmy Dludlu foi nomeado para os South African Music Awards (SAMAs), tendo conquistado o prémio artista revelação. Nos SAMAs, conquistou o galardão de melhor artista masculino em três edições: 2000, 2002 e 2006.
O álbum Essence of Rhythm venceu na categoria melhor álbum de jazz contemporâneo nos SAMAs 2000. Nos SAMAs 2016, a actuação Live at Emperors Palace conquistou o prémio melhor gravação audiovisual ao vivo. 
Em novembro de 2016, nos All Africa Music Awards (AFRIMA) realizados em Lagos (Nigéria), Jimmy Dludlu conquistou o galardão melhor artista de jazz de África, e a faixa “Ha Deva”, do álbum In The Groove conquistou o prémio melhor canção.